# وموندویک
وموندویک (به لاتین: Vemundvik) یک منطقهٔ مسکونی در نروژ است که در نورد تروندلاگ واقع شده‌است.

## خصوصیات
وموندویک ۲۴۷ کیلومترمربع مساحت دارد.